# 핵폭뢰
핵폭뢰(核爆雷, 영어: nuclear depth charge)는 폭뢰의 명중률 저하를 핵폭발에 의한 큰 파괴력으로 메우기 위해 만들어진 무기로 20kt의 핵폭뢰는 약 100m 범위 내의 잠수함을 정확하게 격침시킬 수 있다. 대표적인 무기로는 서브록이 있다.